# Charley and the Angel
Charley and the Angel (bra: Charley e o Anjo) é um filme estadunidense de 1973 do gênero comédia, dirigido por Vincent McEveety para os Estúdios Disney. O roteiro de Roswell Rogers adapta o livro The Golden Evenings of Summer de Will Stanton lançado em 1971. O filme foi reeditado para a televisão em 1977 como parte da série "Disneylândia".

## Elenco principal
- Fred MacMurray...Charley Appleby
- Harry Morgan...Anjo (Roy Zerney)
- Cloris Leachman...Nettie Appleby
- Kathleen Cody...Leonora Appleby
- Scott Kolden...Rupert Appleby

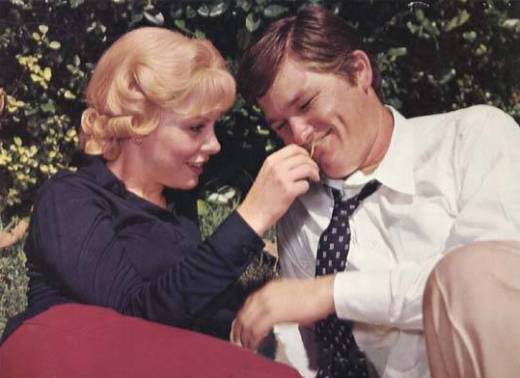
Kathleen Cody e Kurt Russel durante as filmagens

- Vincent Van Patten...Willie Appleby
- Kurt Russell...Ray Ferris

## Sinopse
Em 1933, Charley Appleby é o pai de família e dono de armazém de uma pequena cidade que passa por dificuldades devido a Grande Depressão. Ao terminar o expediente ele por sorte escapa de vários acidentes e quando surge um anjo, o excêntrico bem-humorado e sentimental Roy Zerney, para levá-lo para o outro mundo, se surpreende por Charley ainda estar vivo. O anjo parte para falar com seus superiores e deixa Appleby apreensivo, pois de repente percebe que irá morrer a qualquer momento. Ele tenta passar seu último dia com a família e percebe o quanto esteve distante deles: sua esposa Nettie já tem um compromisso para a noite com as amigas, sua filha adolescente Leonora só pensa em namorar e seus dois filhos menores,  Willie e Rupert, adotaram um "pai substituto" (o pai do amigo vizinho que participa das brincadeiras do filho). O anjo retorna e avisa que ainda não há solução para o caso dele e com isso Charley ganha mais algum tempo de vida. Mas logo terá que se arriscar quando seus filhos menores vão trabalhar sem saber para um contrabandista de bebidas ilegais que depois os ameaça e faz a família Appleby de refém.

## Indicações
- Cloris Leachman foi indicada ao Globo de Ouro como melhor atriz de comédia / musical.[carece de fontes?]